# Barthélémy Durand Valantin
Pour les articles homonymes, voir Valantin.
Barthélémy Durand Valantin (5 décembre 1806 - 30 juillet 1864), fils de la Signare Rosalie Aussenac de Carcassone de Gorée et de Durand Valantin natif de Marseille, était un notable métis de l'île de Gorée et de Saint-Louis du Sénégal. Homme politique, il était également commerçant dans la gomme arabique et la location de biens immobiliers.

## Biographie
Maire de Saint Louis, il fut aussi le premier député du Sénégal à l'Assemblée constituante, élu le 30 octobre 1848 par 1 080 voix (2 071 votants, 4 726 inscrits). 
Il fut admis à siéger le 16 janvier 1849. Le député Valantin pris place à droite et vota contre l'amnistie et pour les crédits de l'expédition romaine puis contre l'abolition des taxes sur les boissons alcoolisées. Réélu le 12 août 1849 par la colonie, représentant à la législative avec 1 319 voix (2 033 votants, 4 991 inscrits), contre 452 pour M. Masson et 240 pour M. Petiton. Il suivit la même ligne politique que précédemment. Il s'allia avec les conservateurs monarchistes pour le vote de la loi Falloux-Parieu sur l'enseignement. Il doit toutefois démissionner en raison des difficultés à combiner ses activités locales avec son mandat. Son successeur est, semble-t-il, John Sleight ; mais cette élection aurait été compliquée par des questions sur la nationalité des candidats.
Barthélémy Durand Valantin vécut à Paris en compagnie de son épouse, la Signare Mary de Saint Jean, fille de la Signare Anna Colas Pépin ; ensemble ils fréquentaient le milieu artistique parisien, en particulier le peintre Édouard Auguste Nousveaux. Ils résidaient au 22 rue du Bac à Paris comme l'atteste l'annuaire du Parlement de 1852 (source archives nationales).

## Iconographie
Auguste Nousveaux, peintre de la Marine, qu'ils avaient rencontré à Gorée au Sénégal en 1843 où ce dernier avait réalisé les esquisses d'une peinture, huile sur toile, Le Prince de Joinville à Gorée (1,31 m × 1,78 m, en 2009 au Château de Versailles dans le bureau du Conservateur en chef), sur laquelle Mary de Saint Jean et sa mère Anna Colas Pépin figurent avec probablement, le député Barthélémy Valantin.